# C/1957 P1
Komet Mrkos  ali C/1957 P1  je komet, ki ga je 29. julija 1957 odkril češki astronom Antonin Mrkos.

## Odkritje[2]
Antonin Mrkos ga je odkril samo tri dni pred prehodom prisončja. V času odkritja se je nahajal v ozvezdju Dvojčkov. Pozneje je komet zelo hitro izgubljal na svetlosti. Koncem avgusta je imel že magnitudo 3. V sredini septembra je bil v ozvezdju Device in se je lahko še videl s prostim očesom kot telo z magnitudo 5. Na koncu septembra se ni več videl s prostim očesom.

## Lastnosti[2]
Komet se je lahko opazoval s prostim očesom od 29. julija do konca septembra. V prisončju je bil 1. avgusta 1957. Komet je imel dva repa (v času največje svetlosti je bil rep dolg 15°), njegova magnituda je bila med 1 in 2.